# Pubarca
Il pubarca è una fase dello sviluppo sessuale caratterizzata dalla comparsa di peli e dei caratteri sessuali secondari. Nel sesso maschile precede la spermatogenesi, nel sesso femminile il menarca.
Quando il pubarca appare prematuramente si parla di pubarca prematuro.

## Nel sesso femminile
Si verifica in media a 8-12 anni di età ed è preceduta dall'adrenarca, oltre che seguita dal telarca e dal menarca. È di solito correlata ad altre modificazioni dei genitali, come lo sviluppo delle ghiandole mammarie. Tuttavia, queste altre mutazioni possono avvenire senza la concomitanza del pubarca e viceversa.

## Nel sesso maschile
I primi segni di sviluppo puberale maschile, in media a 10-14 anni, si osservano nei genitali maschili esterni mentre lo sviluppo dei peli pubici si verifica circa 6 mesi dopo l'ingrossamento testicolare. La crescita e la maturazione del pene è generalmente contemporanea allo sviluppo dei peli pubici, poiché in entrambi i casi lo sviluppo dipende dagli androgeni.

## Patologia
L'eventuale riscontro di abnormi ritardi o anticipi del pubarca, specie se unite ad altri disturbi congeniti, comporta il frequente ed assolutamente corretto svolgimento di esami, che alcune volte possono diagnosticare malattie da curare in anticipo, come le disfunzioni tiroidee.